# Gănești (okręg Alba)
Gănești – wieś w Rumunii, w okręgu Alba, w gminie Bistra. W 2011 roku liczyła 72 mieszkańców.